# جاك مايلز (نقابي)
جاك مايلز (بالإنجليزية: Jack Miles)‏ هو نقابي أسترالي، ولد في 5 سبتمبر 1888، وتوفي في 17 مايو 1969.